# Millican (Teksas)
Millican je gradić u američkoj saveznoj državi Teksas. Prema popisu stanovništva iz 2010. u njemu je živjelo 240 stanovnika.